# Hans J. Markowitsch
Hans Joachim Markowitsch (* 26. März 1949 in Singen) ist ein deutscher Psychologe. Von 1991 bis zu seiner Emeritierung war er Inhaber des Lehrstuhls für Physiologische Psychologie an der Universität Bielefeld.

## Leben
Markowitsch studierte von 1970 bis 1974 an der Universität Konstanz Psychologie und schloss mit Diplom ab. Er forschte anschließend auf dem Gebiet der physiologischen Psychologie und wurde 1977 zum Dr. rer. nat. promoviert. Markowitsch blieb als Wissenschaftlicher Assistent an der Universität Konstanz und habilitierte sich 1980. Im Jahr 1981 erhielt er an der Universität Konstanz eine befristete Professur, die 1985 endete. 1989 berief ihn die Ruhr-Universität Bochum zum Professor für Biopsychologie. Von 1991 bis zu seiner Emeritierung war Markowitsch Inhaber des Lehrstuhls für Physiologische Psychologie an der Universität Bielefeld.
Markowitsch arbeitet vor allem an der Erforschung des Gedächtnisses und vertritt eine naturalistische Position, nach der die Persönlichkeit ein Produkt von Nervensystem und Umwelt ist.
Er lebt in Baden-Baden.

## Werke
- 1999 Gedächtnisstörungen, Kohlhammer
- 2002 Dem Gedächtnis auf der Spur, Primus-Verlag
- 2005 Das autobiographische Gedächtnis[3], Klett-Cotta
- 2007 Tatort Gehirn, Campus-Verlag
- 2009 Das Gedächtnis, C.H. Beck
- 2013 Ein grundsätzlicher Paradigmenwechsel wäre gar nicht so schlecht! – in: Matthias Eckoldt "Kann das Gehirn das Gehirn verstehen?", Carl-Auer-Verlag
- 2019 Reframing der Bedürfnisse: Psychische Neuroimplantate, Springer-Verlag

## Preise und Auszeichnungen
- 2000: „Memory-Preis“ der Gesellschaft für Gedächtnisrehabilitation
- 2005: „Best Contribution to Memory Research“ der International Neuropsychological Association.
- 2006/7: Fellowship am Hanse-Wissenschaftskolleg in Bremen-Delmenhorst
- 2009/2010: Fellowship am Alfried Krupp Wissenschaftskolleg Greifswald